# 凱倫·布里吉
凱倫·布里吉（Karen Bridge，1960年—2020年），婚後名凱倫·貝克曼（Karen Beckman），是英格蘭退役女子羽球運動員。
1980年，凱倫·布里吉與寶拉·吉爾文頓一起贏得蘇格蘭羽球公開賽女子雙打冠軍。同年，1980年，她與芭芭拉·蘇頓一起獲得IBF世界錦標賽女子雙打銅牌。1983年，她與莎莉·寶傑一起贏得加拿大羽球公開賽女子雙打冠軍。1984年，她與吉莉安·吉爾克斯一起贏得泰國羽球公開賽、日本羽球公開賽、荷蘭羽球公開賽女子雙打冠軍，同時也贏得德國羽球公開賽、威爾斯羽球國際賽的女子單打冠軍。1986年與1987年莎拉·哈爾沙爾一起贏得威爾斯羽球國際賽的女子雙打冠軍。
她現在教授威爾遜男子學校的羽球隊，並且是溫布爾登球拍和健身俱樂部青少年羽球隊的兼職教練。